# Adam Przepiórkowski
Adam Przepiórkowski (ur. 24 czerwca 1968) – polski profesor nauk humanistycznych, specjalista w dziedzinie lingwistyki formalnej i informatycznej.
Ukończył studia na Uniwersytecie Warszawskim. W 1999 r. uzyskał stopień doktora na Uniwersytecie w Tybindze, w 2000 r. nostryfikowany w dziedzinie informatyki w Instytucie Podstaw Informatyki PAN. W 2008 r. uzyskał stopień doktora habilitowanego w IPI PAN za pracę „Powierzchniowe przetwarzanie języka polskiego”. W 2019 r. odebrał tytuł profesora nauk humanistycznych. 
W latach 1995–1996 zatrudniony na Uniwersytecie w Stuttgarcie, 1999–2000 uczestnik stażu podoktorskiego na Wydziale Lingwistyki Uniwersytetu Stanu Ohio. W latach 2007–2012 pełnił funkcję koordynatora projektu Narodowego Korpusu Języka Polskiego. Aktualnie zatrudniony na stanowisku profesora na Wydziale Filozofii UW oraz w IPI PAN. Jest autorem ponad 200 publikacji naukowych.